# اکساتی، الانیا
اکساتی، الانیا (به لاتین: Akçatı, Alanya) یک منطقهٔ مسکونی در ترکیه است که در استان آنتالیا واقع شده‌است.